# Los Gofiones
Los Gofiones es una agrupación de música popular canaria, de la isla de Gran Canaria, compuesta por unos cuarenta cantantes e instrumentistas, creada a iniciativa de Totoyo Millares Sall. Son poseedores de una amplia discografía e importantes reconocimientos. Su trabajo en el campo de las raíces folclóricas se compagina con la búsqueda de nuevas fórmulas musicales y escénicas. El paso del grupo por distintos países y el vínculo que une a Canarias con Latinoamérica han servido para ampliar su repertorio con la música de otras latitudes.

## Historia
La agrupación musical nace el 3 de octubre de 1968, en Las Palmas de Gran Canaria, cuando un grupo de amigos acude al Jardín Canario, convocados por Totoyo Millares con el fin de crear un colectivo capaz de realizar labores de investigación y de rescate en el campo del folclore canario. En aquella reunión también estuvieron presentes personalidades del mundo de la cultura canaria. Entre todos establecieron las bases del que ha sido, a lo largo de los últimos 50 años, uno de los grupos musicales emblemáticos de Canarias.
En 1969 Los Gofiones realizan su primera actuación en el Teatro Pérez Galdós de la ciudad de Las Palmas de Gran Canaria, a la que siguió la grabación de su primer disco en el año 1970. 
El grupo musical, compuesto por unos cuarenta músicos, ha recorrido a lo largo de los años el archipiélago canario y la península. Su música también ha sido escuchada en países europeos como Portugal, Francia o Alemania; e iberoamericanos como Venezuela, Cuba, Chile, Uruguay o Argentina.
Este grupo grancanario ha estado presente en multitud de manifestaciones populares del archipiélago, festivales, romerías y programas de televisión. Cabe destacar su participación en el festival Atlántica (1995), el WOMAD (1993 y 2001), o el haber sido pregoneros del Carnaval de Las Palmas de Gran Canaria en el año 2000. También participó en el XVIII Festival del Caribe, en Santiago de Cuba (1998), y en el Primer Festival Internacional de Folclore BAFOCHI (Chile, 2008), en representación de España. 
En junio del año 2014 presentaron en el Teatro Cuyás y sus alrededores "El crimen de la perra Chona", espectáculo que durante cuatro días de función fue merecedor del reconocimiento de público y crítica.     
Entre los numerosos artistas junto a los que han trabajado, destacan:
Silvio Rodríguez y Celina González, en el álbum "Cuba"; Lucrecia, Tamara y Tinguaro en el álbum "Por una cabeza"; Braulio, en el tema "Distintos"; Mary Sánchez, en el álbum "Homenaje a Néstor Álamo"; Domingo Rodríguez Oramas, "El Colorao", en el álbum "Estameña"; o Los Sabandeños, con quienes protagonizaron la histórica gira "Manta y Estameña".
Han compartido escenario con Cecilia Todd, Braulio, Kepa Junkera,  José Antonio Ramos, Los Coquillos, y un largo etcétera.
En marzo de 2018, el grupo conmemoró sus 50 años sobre los escenarios con el espectáculo '50 años por ti', en el que hicieron un repaso por su trayectoria en ese medio siglo.

## Reconocimientos
- Premio Canarias en Cultura popular 2018

(Gobierno de Canarias).
- Medalla de Oro de Canarias 2002 (Gobierno de Canarias).
- Roque Nublo de Plata 1999 (Cabildo de Gran Canaria).
- Medalla de Plata de la ciudad 1996 (Ayuntamiento de Las Palmas de Gran Canaria).
- Diversas calles en Canarias llevan el nombre "Los Gofiones" en honor al grupo.

## Discografía
- 1970 - Los Gofiones
- 1976 - Gofiones a su tierra
- 1976 - En las raíces del pueblo
- 1982 - 500 años de historia
- 1984 - Volumen V
- 1986 - Seis
- 1987 - Volumen VII
- 1991 - Te lo voy a decir cantando
- 1993 - 15 momentos inolvidables
- 1994 - Los Gofiones y Mary Sánchez cantan a Néstor Álamo
- 1996 - Cuba
- 1998 - 30 años
- 1999 - Canarias canta volumen III
- 2000 - Colección 5 CD´S
- 2002 - Grandes éxitos
- 2002 - Cronistas de la música popular
- 2004 - La trastienda
- 2005 - Álbum canario
- 2010 - Estameña
- 2013 - Manta y estameña (junto a Los Sabandeños)
- 2015 - Por una cabeza